# Rába-Steiger 250
Der Rába-Steiger 250, auch als Rába-250 bezeichnet, ist ein von Rába in Ungarn hergestellter Ackerschlepper. Er wurde von 1979 bis 2001 gebaut und bis 1992 exportiert, insbesondere in die USA. Das Fahrzeug ist ein Lizenznachbau des Steiger Cougar, weicht aber in einigen Konstruktionsmerkmalen vom Cougar ab. So hat der Rába-Steiger 250 anstelle des Cummins-Dieselmotors einen von Rába in MAN-Lizenz hergestellten Dieselmotor und einen von Rába entwickelten Kraftheber. Zwischen 1979 und 1989 entstanden rund 16.700 Schlepper des Typs 250. Nach der Wende wurde die Produktion kurzzeitig ausgesetzt; zuletzt lief jährlich eine kleine zweistellige Zahl Schlepper von den Bändern, ehe die Produktion 2001 eingestellt wurde.

## Beschreibung
Der Rába-Steiger 250 ist ein Schlepper in Rahmenbauweise mit Knicklenkung, Allradantrieb und vier gleich großen Rädern. In zeitgenössischen Publikationen wird er mit Schleppern wie dem Kirowez K-700 und Kirowez K-701 verglichen. Anders als die K-700-Familie hat der Rába-Steiger 250 ein Steiger-Getriebe mit 10+2 Vorwärtsfahrstufen, aber keine Lastschaltung oder Regelhydraulik. Angetrieben wird der Schlepper von einem aufgeladenen Sechszylinderdieselmotor der MAN-Baureihe D 2156, den Rába in Lizenz herstellte. Der Motor hat 10,35 dm3 Hubraum und leistet 184 kW bei 1900/min (nach DIN 6270). Das maximale Drehmoment von 1025,5 N·m liegt bei 1600/min an, der geringste Kraftstoffverbrauch beträgt 217,6 g/kWh. Viele Komponenten des Fahrzeuges stammen von Zulieferern aus dem nichtsozialistischen Ausland. So wurde die Einspritzpumpe von Bosch zugeliefert, während die Luftfilter von Donaldson Company hergestellt wurden. Nach der Wende wurde ein sparsamerer Motor des Typs Rába D10 TL-184 eingebaut, der ebenfalls 10,35 dm3 Hubraum hat und 184 kW bei 1900/min (nach ISO 2288) leistet. Er liefert ein höheres Drehmoment von 1163 N·m bei 1300/min und hat einen geringen Kraftstoffverbrauch von 207 g/kWh. Der Schlepper gehört zur 50-kN-Zugkraftklasse, vom Hersteller wird die maximale Zugkraft mit 7000 kp (68,6 kN) angegeben.